# Пузин, Алексей Александрович
Алексей Александрович Пузин (27 августа 1904, Дудинское, Ярославская губерния — 1987, Москва) — советский партийный и государственный деятель, председатель Всесоюзного комитета по радиофикации и радиовещанию при СНК — СМ СССР (1944—1949), председатель Совета по делам религиозных культов при Совете Министров СССР (1957—1965).

## Биография
Родился 27 августа 1904 года в деревне Дудинское (ныне — в Ярославском районе Ярославской области).
- С 1926 г. — член ВКП(б).
- 1938 г. — заведующий Отделом партийной пропаганды и агитации Ярославского областного комитета ВКП(б).
- 1940—1942 гг. — заведующий Отделом печати Управления пропаганды и агитации ЦК ВКП(б).
- 1940—1942 гг. — заместитель начальника Управления пропаганды и агитации ЦК ВКП(б).
- 1942 — 31 июля 1943 гг. — председатель Лекционного бюро при Комитете по делам высшей школы при СНК СССР.
- 31 июля 1943 — 19 января 1944 гг. — секретарь Лекционного бюро при Комитете по делам высшей школы при СНК СССР.
- 19 января 1944 — 22 сентября 1949 гг. — председатель Всесоюзного комитета по радиофикации и радиовещанию при СНК — СМ СССР.
- 22 сентября 1949—1957 гг. — начальник Главного управления по радиоинформации при СМ СССР — Министерства культуры СССР.
- 1957—1965 гг. — в период Хрущёвской антирелигиозной кампании председатель Совета по делам религиозных культов при Совете Министров СССР (Совет курировал все конфессии, кроме Русской православной церкви).
- С 1966 г. на пенсии.